# دهستان اجارود غربی
دهستان اجارود غربی نام دهستانی در بخش مرکزی شهرستان گرمی، استان اردبیل در ایران است. براساس سرشماری مرکز آمار ایران در سال ۱۳۸۵، جمعیت آن ۷۸۴۹ نفر (۱۶۶۹ خانوار) بوده‌است.